# Janis Joplin/Diskografie
Diese Diskografie ist eine Übersicht über die musikalischen Werke der US-amerikanischen Sängerin Janis Joplin. Die ersten zwei Alben Big Brother and the Holding Company (1967) und Cheap Thrills (1968) wurden unter dem Bandnamen Big Brother and the Holding Company veröffentlicht. Den Schallplattenauszeichnungen zufolge hat sie bisher mehr als 21,4 Millionen Tonträger verkauft, davon alleine in ihrer Heimat über 20 Millionen. Ihre erfolgreichste Veröffentlichung ist das Album Janis Joplin’s Greatest Hits mit über 8,3 Millionen verkauften Einheiten.

## Alben

### Studioalben
| Jahr | Titel                                  | Höchstplatzierung, Gesamtwochen, AuszeichnungChartplatzierungen (Jahr, Titel, Platzierungen, Wochen, Auszeichnungen, Anmerkungen) | Höchstplatzierung, Gesamtwochen, AuszeichnungChartplatzierungen (Jahr, Titel, Platzierungen, Wochen, Auszeichnungen, Anmerkungen) | Höchstplatzierung, Gesamtwochen, AuszeichnungChartplatzierungen (Jahr, Titel, Platzierungen, Wochen, Auszeichnungen, Anmerkungen) | Höchstplatzierung, Gesamtwochen, AuszeichnungChartplatzierungen (Jahr, Titel, Platzierungen, Wochen, Auszeichnungen, Anmerkungen) | Höchstplatzierung, Gesamtwochen, AuszeichnungChartplatzierungen (Jahr, Titel, Platzierungen, Wochen, Auszeichnungen, Anmerkungen) | Anmerkungen                          |
| Jahr | Titel                                  | DE | AT | CH | UK | US | Anmerkungen                          |
| ---- | -------------------------------------- | --- | --- | --- | --- | --- | ------------------------------------ |
| 1969 | I Got Dem Ol’ Kozmic Blues Again Mama! | — | — | — | — | US5 Platin · (28 Wo.)US | Erstveröffentlichung: September 1969 |
| 1971 | Pearl                                  | DE3 (11 Wo.)DE | — | — | UK20 Silber · (4 Wo.)UK | US1 ×4Vierfachplatin · (42 Wo.)US                                                                                                 | Erstveröffentlichung: Januar 1971    |

grau schraffiert: keine Chartdaten aus diesem Jahr verfügbar

### Livealben
| Jahr | Titel             | Höchstplatzierung, Gesamtwochen, AuszeichnungChartplatzierungen (Jahr, Titel, Platzierungen, Wochen, Auszeichnungen, Anmerkungen) | Höchstplatzierung, Gesamtwochen, AuszeichnungChartplatzierungen (Jahr, Titel, Platzierungen, Wochen, Auszeichnungen, Anmerkungen) | Höchstplatzierung, Gesamtwochen, AuszeichnungChartplatzierungen (Jahr, Titel, Platzierungen, Wochen, Auszeichnungen, Anmerkungen) | Höchstplatzierung, Gesamtwochen, AuszeichnungChartplatzierungen (Jahr, Titel, Platzierungen, Wochen, Auszeichnungen, Anmerkungen) | Höchstplatzierung, Gesamtwochen, AuszeichnungChartplatzierungen (Jahr, Titel, Platzierungen, Wochen, Auszeichnungen, Anmerkungen) | Anmerkungen                     |
| Jahr | Titel             | DE | AT | CH | UK | US | Anmerkungen                     |
| ---- | ----------------- | --- | --- | --- | --- | --- | ------------------------------- |
| 1972 | Joplin in Concert | DE28 (4 Wo.)DE | — | — | UK30 (6 Wo.)UK | US4 Gold · (27 Wo.)US | Erstveröffentlichung: Juni 1972 |

grau schraffiert: keine Chartdaten aus diesem Jahr verfügbar
Weitere Livealben
- 1968: Live At Winterland
- 1999: Live at Woodstock: August 19, 1969

### Kompilationen
| Jahr | Titel                        | Höchstplatzierung, Gesamtwochen, AuszeichnungChartplatzierungen (Jahr, Titel, Platzierungen, Wochen, Auszeichnungen, Anmerkungen) | Höchstplatzierung, Gesamtwochen, AuszeichnungChartplatzierungen (Jahr, Titel, Platzierungen, Wochen, Auszeichnungen, Anmerkungen) | Höchstplatzierung, Gesamtwochen, AuszeichnungChartplatzierungen (Jahr, Titel, Platzierungen, Wochen, Auszeichnungen, Anmerkungen) | Höchstplatzierung, Gesamtwochen, AuszeichnungChartplatzierungen (Jahr, Titel, Platzierungen, Wochen, Auszeichnungen, Anmerkungen) | Höchstplatzierung, Gesamtwochen, AuszeichnungChartplatzierungen (Jahr, Titel, Platzierungen, Wochen, Auszeichnungen, Anmerkungen) | Anmerkungen                        |
| Jahr | Titel                        | DE | AT | CH | UK | US | Anmerkungen                        |
| ---- | ---------------------------- | --- | --- | --- | --- | --- | ---------------------------------- |
| 1973 | Janis Joplin’s Greatest Hits | — | AT— PlatinAT | CH91 Gold · (1 Wo.)CH | UK— GoldUK | US37 ×8Achtfachplatin · (23 Wo.)US                                                                                                | Erstveröffentlichung: Juli 1973    |
| 1975 | Janis                        | — | — | — | — | US54 Gold · (9 Wo.)US | Erstveröffentlichung: Mai 1975     |
| 1982 | Farewell Song                | — | — | — | — | US104 (11 Wo.)US | Erstveröffentlichung: Februar 1982 |
| 1997 | Absolute Janis               | DE63 (2 Wo.)DE | AT48 (2 Wo.)AT | — | — | — | Erstveröffentlichung: Oktober 1997 |
| 1998 | The Ultimate Collection      | — | AT38 (6 Wo.)AT | — | UK26 (4 Wo.)UK | — | Erstveröffentlichung: August 1998  |
| 2011 | Super Hits                   | — | — | — | — | US113 Platin · (16 Wo.)US | Erstveröffentlichung: April 2011   |

grau schraffiert: keine Chartdaten aus diesem Jahr verfügbar
Weitere Kompilationen
- 1968: Cheap Thrills
- 1976: Wicked Woman
- 1980: Anthology
- 1993: Janis
- 1995: This Is Janis Joplin
- 1995: 18 Essential Songs (US: Gold)
- 1998: The Very Best Of (AT: Gold)
- 1999: Box of Pearls
- 1999: Rare Pearls
- 2001: Love, Janis
- 2003: The Essential
- 2004: The Collection
- 2008: The Essential 3.0
- 2009: Cry Baby – The Ultimate Collection
- 2011: Move Over!
- 2012: Blow All My Blues Away
- 2012: The Pearl Sessions
- 2022: The Legendary Typewriter Tape (mit Jorma Kaukonen, 25. Juni 1964)

## Singles
| Jahr | Titel Album                                         | Höchstplatzierung, Gesamtwochen, AuszeichnungChartplatzierungen (Jahr, Titel, Album, Platzierungen, Wochen, Auszeichnungen, Anmerkungen) | Höchstplatzierung, Gesamtwochen, AuszeichnungChartplatzierungen (Jahr, Titel, Album, Platzierungen, Wochen, Auszeichnungen, Anmerkungen) | Höchstplatzierung, Gesamtwochen, AuszeichnungChartplatzierungen (Jahr, Titel, Album, Platzierungen, Wochen, Auszeichnungen, Anmerkungen) | Höchstplatzierung, Gesamtwochen, AuszeichnungChartplatzierungen (Jahr, Titel, Album, Platzierungen, Wochen, Auszeichnungen, Anmerkungen) | Höchstplatzierung, Gesamtwochen, AuszeichnungChartplatzierungen (Jahr, Titel, Album, Platzierungen, Wochen, Auszeichnungen, Anmerkungen) | Anmerkungen                        |
| Jahr | Titel Album                                         | DE | AT | CH | UK | US | Anmerkungen                        |
| ---- | --------------------------------------------------- | --- | --- | --- | --- | --- | ---------------------------------- |
| 1969 | Kozmic Blues I Got Dem Ol’ Kozmic Blues Again Mama! | — | — | — | — | US41 (9 Wo.)US | Erstveröffentlichung: Oktober 1969 |
| 1971 | Me and Bobby McGee Pearl                            | DE8 (17 Wo.)DE | AT7 (4 Wo.)AT | CH3 (8 Wo.)CH | UK— SilberUK | US1 Platin · (15 Wo.)US | Erstveröffentlichung: Januar 1971  |
| 1971 | Cry Baby Pearl                                      | — | — | — | — | US42 (6 Wo.)US | Erstveröffentlichung: Mai 1971     |
| 1971 | Get It While You Can Pearl                          | — | — | — | — | US78 (2 Wo.)US | Erstveröffentlichung: August 1971  |
| 1972 | Down on Me Joplin In Concert                        | — | — | — | — | US91 (4 Wo.)US | Erstveröffentlichung: Juli 1972    |

grau schraffiert: keine Chartdaten aus diesem Jahr verfügbar
Weitere Singles
- 1968: Piece of My Heart (mit Big Brother and the Holding Company, US: Platin)
- 2003: Mercedes Benz (US: Gold)

## Videoalben
| Jahr | Titel                    | Höchstplatzierung, Gesamtwochen, AuszeichnungChartplatzierungen (Jahr, Titel, Platzierungen, Wochen, Auszeichnungen, Anmerkungen) | Höchstplatzierung, Gesamtwochen, AuszeichnungChartplatzierungen (Jahr, Titel, Platzierungen, Wochen, Auszeichnungen, Anmerkungen) | Höchstplatzierung, Gesamtwochen, AuszeichnungChartplatzierungen (Jahr, Titel, Platzierungen, Wochen, Auszeichnungen, Anmerkungen) | Höchstplatzierung, Gesamtwochen, AuszeichnungChartplatzierungen (Jahr, Titel, Platzierungen, Wochen, Auszeichnungen, Anmerkungen) | Höchstplatzierung, Gesamtwochen, AuszeichnungChartplatzierungen (Jahr, Titel, Platzierungen, Wochen, Auszeichnungen, Anmerkungen) | Anmerkungen                       |
| Jahr | Titel                    | DE | AT | CH | UK | US | Anmerkungen                       |
| ---- | ------------------------ | --- | --- | --- | --- | --- | --------------------------------- |
| 2016 | Janis – Little Girl Blue | — | — | — | UK2 (25 Wo.)UK | — | Erstveröffentlichung: 6. Mai 2016 |

## Statistik

### Chartauswertung
|                     | DE    | AT    | CH    | UK    | US    |
| ------------------- | ----- | ----- | ----- | ----- | ----- |
| Nummer-eins-Alben   | DE—DE | AT—AT | CH—CH | UK—UK | US1US |
| Top-10-Alben        | DE1DE | AT—AT | CH—CH | UK—UK | US3US |
| Alben in den Charts | DE3DE | AT2AT | CH1CH | UK3UK | US7US |

|                       | DE    | AT    | CH    | UK    | US    |
| --------------------- | ----- | ----- | ----- | ----- | ----- |
| Nummer-eins-Singles   | DE—DE | AT—AT | CH—CH | UK—UK | US1US |
| Top-10-Singles        | DE—DE | AT—AT | CH—CH | UK—UK | US1US |
| Singles in den Charts | DE1DE | AT1AT | CH1CH | UK—UK | US5US |

|                          | DE    | AT    | CH    | UK    | US    |
| ------------------------ | ----- | ----- | ----- | ----- | ----- |
| Nummer-eins-Videoalben   | DE—DE | AT—AT | CH—CH | UK—UK | US—US |
| Top-10-Videoalben        | DE—DE | AT—AT | CH—CH | UK1UK | US—US |
| Videoalben in den Charts | DE—DE | AT—AT | CH—CH | UK1UK | US—US |

### Auszeichnungen für Musikverkäufe
| Goldene Schallplatte - Frankreich - 1981: für das Album Greatest Hits - Italien - 2018: für die Single Piece of My Heart - Japan - 1995: für das Album Pearl - Kanada - 1979: für das Album I Got Dem Ol’ Kozmic Blues Again Mama - 1979: für das Album Joplin In Concert - Neuseeland - 1995: für das Album 18 Essential Songs - Niederlande - 1997: für das Album The Very Best Of | Platin-Schallplatte - Italien - 2016: für das Album Greatest Hits - Kanada - 1978: für das Album Greatest Hits - Neuseeland - 2022: für die Single Me and Bobby McGee - Norwegen - 1999: für das Album The Very Best Of 2× Platin-Schallplatte - Vereinigte Staaten - 2001: für das Album Cheap Thrills 4× Platin-Schallplatte - Kanada - 1979: für das Album Pearl |

Anmerkung: Auszeichnungen in Ländern aus den Charttabellen bzw. Chartboxen sind in ebendiesen zu finden.
| Land/RegionAuszeichnungen für Musikverkäufe (Land/Region, Auszeichnungen, Verkäufe, Quellen) | Silber     | Gold       | Platin       | Verkäufe   | Quellen                                                    |
| -------------------------------------------------------------------------------------------- | ---------- | ---------- | ------------ | ---------- | ---------------------------------------------------------- |
| Frankreich (SNEP)                                                                            | —          | Gold1      | —            | 100.000    | infodisc.fr                                                |
| Italien (FIMI)                                                                               | —          | Gold1      | Platin1      | 75.000     | fimi.it                                                    |
| Japan (RIAJ)                                                                                 | —          | Gold1      | —            | 100.000    | riaj.or.jp                                                 |
| Kanada (MC)                                                                                  | —          | 2× Gold2   | 5× Platin5   | 600.000    | musiccanada.com                                            |
| Neuseeland (RMNZ)                                                                            | —          | Gold1      | Platin1      | 37.500     | radioscope.co.nz                                           |
| Niederlande (NVPI)                                                                           | —          | Gold1      | —            | 50.000     | nvpi.nl                                                    |
| Norwegen (IFPI)                                                                              | —          | —          | Platin1      | 50.000     | ifpi.no (Memento vom 5. November 2012 im Internet Archive) |
| Österreich (IFPI)                                                                            | —          | Gold1      | Platin1      | 75.000     | ifpi.at                                                    |
| Schweiz (IFPI)                                                                               | —          | Gold1      | —            | 25.000     | hitparade.ch                                               |
| Vereinigte Staaten (RIAA)                                                                    | —          | 4× Gold4   | 18× Platin18 | 20.000.000 | riaa.com                                                   |
| Vereinigtes Königreich (BPI)                                                                 | 2× Silber2 | Gold1      | —            | 340.000    | bpi.co.uk                                                  |
| Insgesamt                                                                                    | 2× Silber2 | 14× Gold14 | 27× Platin27 |            |                                                            |